# Olympiakos Syndesmos Filathlōn Peiraiōs 2024-2025 (pallacanestro maschile)
Questa voce raccoglie le informazioni riguardanti l'Olympiakos B.C. nelle competizioni ufficiali della stagione 2024-2025.

## Stagione
La stagione 2024-2025 dell'Olympiakos è la 69ª nel massimo campionato greco di pallacanestro, la Basket League.

## Roster
Aggiornato al 27 luglio 2024.
| Olympiakos 2024-25 | Olympiakos 2024-25 |
| Giocatori          | Staff tecnico      |
| ------------------ | ------------------ |

| N. | Naz.                                            | Ruolo | Nome                    | Anno | Alt.   | Peso   |  |
| -- | ----------------------------------------------- | ----- | ----------------------- | ---- | ------ | ------ |  |
| 0  | Stati Uniti (bandiera) · Grecia (bandiera)      | P     | Thomas Walkup           | 1992 | 195 cm | 90 kg  |  |
| 1  | Stati Uniti (bandiera)                          | P     | Nigel Williams-Goss     | 1994 | 192 cm | 86 kg  |  |
| 2  | Stati Uniti (bandiera)                          | AG    | Moses Wright            | 1998 | 205 cm | 104 kg |  |
| 3  | Canada (bandiera) · Grecia (bandiera)           | PG    | Naz Mitrou-Long         | 1993 | 193 cm | 94 kg  |  |
| 5  | Grecia (bandiera)                               | G     | Giannoulīs Larentzakīs  | 1993 | 196 cm | 91 kg  |  |
| 8  | Argentina (bandiera) · Italia (bandiera)        | P     | Luca Vildoza            | 1995 | 191 cm | 86 kg  |  |
| 9  | Stati Uniti (bandiera)                          | PG    | Saben Lee               | 1999 | 188 cm | 83 kg  |  |
| 10 | Francia (bandiera)                              | C     | Moustapha Fall          | 1992 | 218 cm | 122 kg |  |
| 12 | Stati Uniti (bandiera)                          | P     | Keenan Evans            | 1996 | 191 cm | 86 kg  |  |
| 14 | Bulgaria (bandiera) · Grecia (bandiera)         | AG    | Aleksandăr Vezenkov     | 1995 | 206 cm | 102 kg |  |
| 16 | Grecia (bandiera)                               | AP    | Kōstas Papanikolaou (C) | 1990 | 204 cm | 104 kg |  |
| 17 | Grecia (bandiera)                               | P     | Geōrgios Mpourneles     | 2007 | 191 cm |        |  |
| 18 | Grecia (bandiera)                               | AG    | Theodōros Pavlopoulos   | 2007 | 196 cm |        |  |
| 20 | Grecia (bandiera)                               | C     | Stefanos Spartalīs      | 2006 | 205 cm |        |  |
| 22 | Stati Uniti (bandiera) · Grecia (bandiera)      | G     | Tyler Dorsey            | 1996 | 196 cm | 83 kg  |  |
| 25 | Stati Uniti (bandiera)                          | AG    | Alec Peters             | 1995 | 206 cm | 107 kg |  |
| 30 | Serbia (bandiera)                               | AC    | Filip Petrušev          | 2000 | 211 cm | 106 kg |  |
| 31 | Ghana (bandiera)                                | C     | Nathan Mensah           | 1998 | 209 cm | 105 kg |  |
| 33 | Serbia (bandiera)                               | C     | Nikola Milutinov        | 1994 | 213 cm | 114 kg |  |
| 77 | Stati Uniti (bandiera) · Azerbaigian (bandiera) | AP    | Shaquielle McKissic     | 1990 | 196 cm | 91 kg  |  |
| 94 | Francia (bandiera)                              | G     | Evan Fournier           | 1992 | 198 cm | 93 kg  |  |

| Allenatore |
| - Giōrgos Mpartzōkas |
| Assistente/i |
| - Michalīs Kalavros - Giōrgos Mpozikas - Chrīstos Pappas - Stefanos Triantafyllos Legenda - (C) Capitano - (IN) Inattivo - Infortunato Roster |

## Mercato

### Sessione estiva
| Acquisti | Acquisti            | Acquisti        | Acquisti   | Acquisti |
| R.       | Nome                | da              | Modalità   |          |
| -------- | ------------------- | --------------- | ---------- | -------- |
| P        | Keenan Evans        | Žalgiris Kaunas | svincolato |          |
| P        | Luca Vildoza        | Panathīnaïkos   | svincolato |          |
| G        | Tyler Dorsey        | Fenerbahçe      | svincolato |          |
| G        | Evan Fournier       | Detroit Pistons | svincolato |          |
| AG       | Aleksandăr Vezenkov | Toronto Raptors | svincolato |          |

| Cessioni | Cessioni          | Cessioni          | Cessioni          | Cessioni |
| R.       | Nome              | a                 | Modalità          |          |
| -------- | ----------------- | ----------------- | ----------------- | -------- |
| P        | Isaiah Canaan     | Stella Rossa      | fine contratto    |          |
| P        | Iōsīf Koloveros   | Kolossos Rodi     | riscatto prestito |          |
| PG       | Michalīs Lountzīs | Promitheas        | fine contratto    |          |
| AP       | Veniamin Abosi    | S. Francisco Dons | fine contratto    |          |
| AP       | Iggy Brazdeikis   | Žalgiris Kaunas   | rescissione       |          |
| AG       | Luke Sikma        | Free agent        | fine contratto    |          |
| C        | Geōrgios Tanoulīs | Maroussi          | prestito          |          |

### Dopo l'inizio della stagione
| Acquisti | Acquisti      | Acquisti     | Acquisti         | Acquisti               |
| R.       | Nome          | da           | Data             | Modalità               |
| -------- | ------------- | ------------ | ---------------- | ---------------------- |
| C        | Nathan Mensah | Austin Spurs | 11 dicembre 2024 | svincolato             |
| PG       | Saben Lee     | Manisa       | 26 febbraio 2025 | definitivo (550.000 €) |

| Cessioni | Cessioni       | Cessioni         | Cessioni        | Cessioni    |
| R.       | Nome           | a                | Data            | Modalità    |
| -------- | -------------- | ---------------- | --------------- | ----------- |
| AC       | Filip Petrušev | Stella Rossa     | 23 ottobre 2024 | prestito    |
| C        | Nathan Mensah  | Maccabi Tel Aviv | 23 aprile 2025  | rescissione |